# Direitos LGBT na Finlândia
 

Em verde escuro, FinlândiaEm verde claro, União Europeia

Os direitos de lésbicas, gays, bissexuais e transgêneros (LGBT) na Finlândia estão entre os mais avançados na Europa para os direitos dos gays. A atividade sexual entre homens e mulheres do mesmo sexo é legal na Finlândia desde 1971, com a "promoção" descriminalizada e a idade de consentimento igualada em 1999. A homossexualidade foi desclassificada como doença em 1981. A discriminação com base na orientação sexual em áreas como emprego, fornecimento de bens e serviços, etc., foi criminalizada em 1995 e a discriminação com base na identidade de gênero em 2005. Em 2020, a Finlândia implementou severas restrições ao acesso de pessoas transgênero a cuidados de saúde com afirmação de gênero.
O casamento entre pessoas do mesmo sexo e a adoção conjunta por casais do mesmo sexo foram aprovados pelo Parlamento finlandês em 2014, e a lei entrou em vigor em 1º de março de 2017. Anteriormente, a Finlândia permitia parcerias registradas entre 2002 e 2017,  o que dava aos casais do mesmo sexo os mesmos direitos que os casados, exceto a adoção e um sobrenome comum. Casais de lésbicas têm acesso à fertilização in vitro (FIV) desde 2007, e a adoção de enteados tornou-se possível para casais do mesmo sexo em 2009. Indivíduos transexuais residentes na Finlândia e também com mais de 18 anos de idade podem mudar legalmente de sexo em documentos e formulários (ou seja, em uma certidão de nascimento ) - por meio de autodeterminação, em vigor a partir de 3 de abril de 2023 com a legislação promulgada aprovada e assinado formalmente pelo Parlamento e pelo Presidente, respectivamente.
A Finlândia é muitas vezes referida como um dos países mais amigáveis a LGBT do mundo e a aceitação pública de pessoas LGBT e relacionamentos entre pessoas do mesmo sexo é alta. Uma pesquisa de 2019 do Eurobarômetro mostrou que 80% dos finlandeses acreditavam que gays, lésbicas e bissexuais deveriam ter os mesmos direitos que os heterossexuais, e 76% apoiavam o casamento entre pessoas do mesmo sexo.

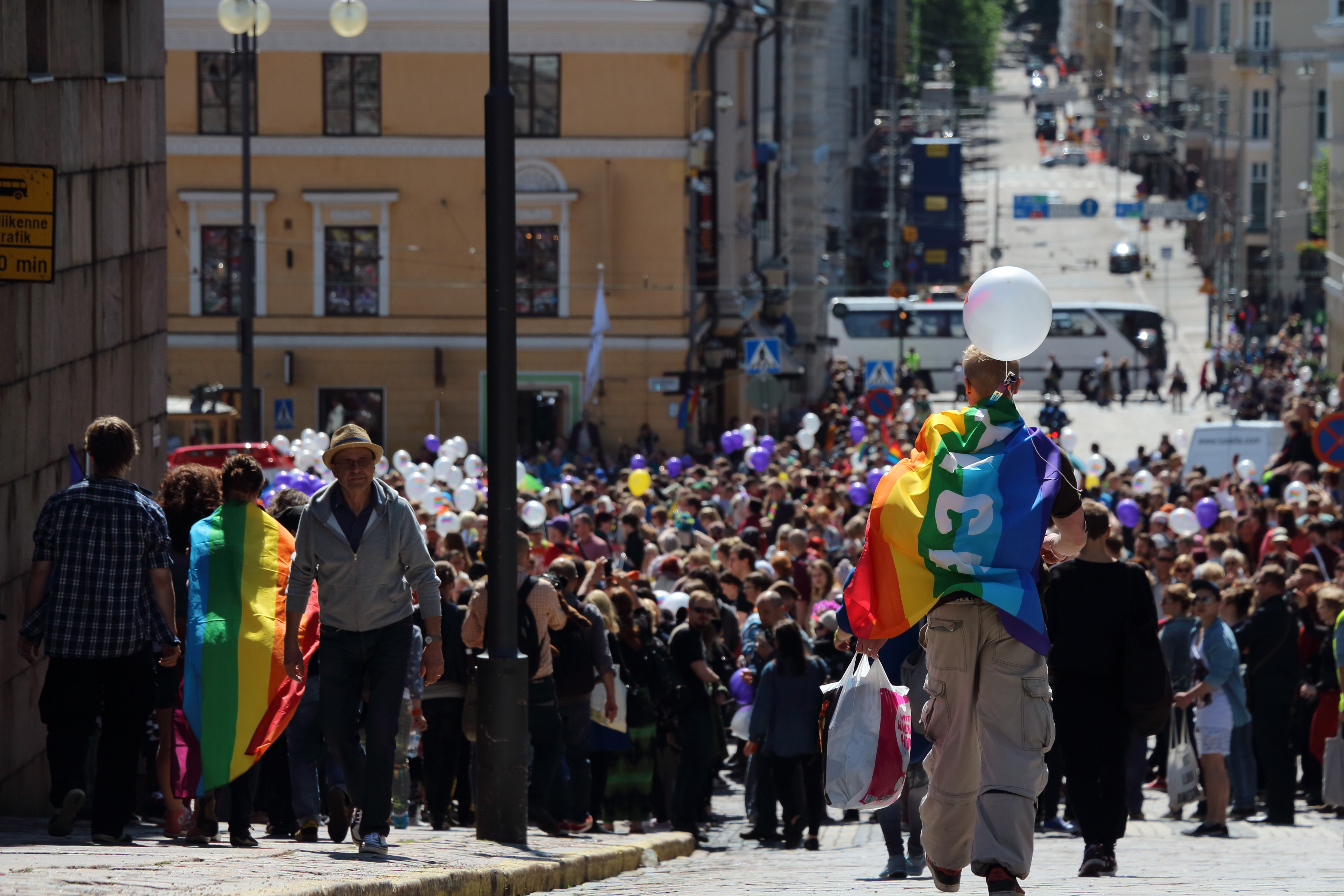
Parada LGBT em 2015 na Finlândia

## Reconhecimento de relacionamentos entre pessoas do mesmo sexo

### Anos 2000
Parcerias registradas ( em finlandês:  rekisteröity parisuhde  ; em sueco:  registrerat partnerskap   ) na Finlândia foram criados para casais do mesmo sexo em 2002. A legislação, concedendo direitos e responsabilidades semelhantes aos casais do mesmo sexo e aos casais do sexo oposto, foi aprovada pelo Parlamento em setembro de 2001 com uma votação de 99-84. Em maio de 2009, o Parlamento revisou a lei que permite aos casais adotar os filhos biológicos de seus parceiros. As parcerias registradas, que estavam disponíveis apenas para casais do mesmo sexo, foram registradas e dissolvidas usando um procedimento semelhante ao dos casamentos civis. A legislação também concedeu direitos de imigração a um parceiro estrangeiro do mesmo sexo de um cidadão finlandês. A lei de parceria registrada foi revogada em 1º de março de 2017, depois que a legislação do casamento entre pessoas do mesmo sexo entrou em vigor.
De acordo com uma pesquisa realizada pelo jornal Kotimaa em 11 de março de 2010, a eleição parlamentar de 2007 resultou em uma divisão sobre a questão do casamento entre pessoas do mesmo sexo, com 54% dos deputados se opondo a uma lei de casamento neutra em termos de gênero e 46% apoiando. No entanto, quatro dos oito partidos no Parlamento - os social-democratas,  os verdes,  a Aliança de Esquerda,  e o Partido do Povo Sueco  - declararam seu apoio ao casamento entre pessoas do mesmo sexo em seus documentos de posição geral. A Coalizão Nacional votou a favor do casamento entre pessoas do mesmo sexo em sua conferência partidária em junho de 2010,  embora o vice-presidente de seu grupo parlamentar , Ben Zyskowicz, tenha dito que a maioria dos parlamentares do NCP era contra. O Partido do Centro não tinha uma posição geral sobre o casamento entre pessoas do mesmo sexo,  embora se opusesse aos direitos de adoção para casais do mesmo sexo. Os democratas-cristãos, e os verdadeiros finlandeses assumiram uma posição negativa sobre o casamento entre pessoas do mesmo sexo em suas plataformas eleitorais.

### Anos 2010
Com base no apoio de cinco dos oito partidos do Parlamento eleitos em 2007,      considerou-se possível que o casamento entre pessoas do mesmo sexo fosse legalizado após as eleições parlamentares de 2011 . Especulou-se que a questão do casamento entre pessoas do mesmo sexo seria um tema importante,  no entanto, em uma pesquisa de agosto de 2010 da Yle, apenas 20% dos entrevistados disseram que a questão deveria ser um tema importante. De acordo com o pedido de conselho de votação de Helsingin Sanomat, 90 Os deputados do Parlamento de 200 assentos eleitos em 2011 apoiaram a elegibilidade de casais do mesmo sexo para adoção, enquanto 93 deputados se opuseram. Como resultado da inclusão democrata-cristã no gabinete - o presidente dos democratas-cristãos, Päivi Räsänen, tornou-se Ministro do Interior - um projeto de lei que legalizava o casamento entre pessoas do mesmo sexo não foi incluído na plataforma do governo . No entanto, de acordo com a Aliança de Esquerda, foi acordado durante as negociações para a formação do governo que, se proposto por deputados individuais, tal projeto de lei seria endossado por todos os outros partidos da Coalizão do Governo (a Coalizão Nacional, os Social Democratas, o Aliança de Esquerda, Liga Verde e Partido do Povo Sueco).
Um grupo de trabalho para o projeto de lei, liderado pelo MP da Coalizão Nacional Lasse Männistö, foi logo lançado e começou a operar em setembro de 2011. Um projeto de lei foi posteriormente apresentado ao Parlamento finlandês em 8 de fevereiro de 2012, com 76 dos 199 deputados votantes indicando seu apoio. O projeto de lei recebeu total apoio dos deputados da Aliança de Esquerda e ex-Aliança de Esquerda (12 e 2, respectivamente) e dos Verdes (10), enquanto gozou de apoio majoritário entre os Social-democratas (30-12) e o Partido do Povo Sueco (7 –3). Enquanto isso, o projeto de lei do casamento teve apoio minoritário dentro da Coalizão Nacional (14–30) e muito pouco apoio do centro (1–34), enquanto nenhum parlamentar dos Verdadeiros Finlandeses nem dos Democratas Cristãos expressou apoio. De acordo com a emissora estatal Yle, o projeto de lei teve uma chance reduzida de aprovação porque foi apresentado como um projeto de lei de membros privados e, portanto, precisava ter pelo menos 100 signatários para se qualificar para o processo de preparação em uma comissão parlamentar - ao contrário de uma proposta de governo que segue diretamente para uma comissão e para votação em plenário parlamentar.
Em 27 de fevereiro de 2013, o projeto de lei foi rejeitado pelo Comitê de Assuntos Jurídicos em uma votação de 9–8. Antes da rejeição, os proponentes do projeto de lei acusaram a presidente do comitê, Anne Holmlund (que pessoalmente se opôs ao projeto), de atrasar o processo. Holmlund negou isso, apontando para uma série de propostas e projetos de lei do governo com mais de 100 deputados signatários que têm precedência sob as regras processuais. A deputada do Partido dos Finlandeses, Arja Juvonen, que se esperava ser mais pró-gay do que sua antecessora no comitê ( Johanna Jurva ), também acusou os Verdes, os Social-democratas e a Aliança de Esquerda de pressioná-la a endossar o projeto de lei contra o partido dos finlandeses. decisão em grupo. Uma emenda à Constituição finlandesa aprovada em 1º de março de 2012 permite que iniciativas de cidadania com pelo menos 50.000 signatários válidos sejam consideradas pelo Parlamento. Como tal, uma campanha civil chamada " Tahdon2013 " ("Eu faço 2013")  rapidamente ganhou ritmo e coletou as assinaturas necessárias para o projeto de lei até 19 de março de 2013, reunindo mais de 100.000 assinaturas online no primeiro dia sozinho. No total, a iniciativa foi apoiada por mais de 166.000 até o prazo final  19  setembro, e foi submetida ao Parlamento em dezembro de 2013., após o que foi encaminhado à Comissão de Assuntos Jurídicos.   Em 25 de junho, o projeto de lei foi rejeitado pelo Comitê de Assuntos Jurídicos por uma votação de 10–6. O Comitê recomendou que o Parlamento rejeitasse o projeto de lei. Dois membros não estavam presentes, embora ambos tenham se desculpado por estarem ausentes e afirmado que teria falhado na contagem de 9–8 se todos tivessem comparecido.
Em 28 de novembro de 2014, o Parlamento finlandês votou 105–92 para rejeitar a recomendação do Comitê de Assuntos Jurídicos. A legalização foi então aprovada por 101–90 pelo Parlamento em 12 de dezembro, tornando-se a primeira iniciativa de cidadania a ser aprovada pelo Parlamento. Foi assinado pelo presidente Sauli Niinistö em 20 de fevereiro de 2015. O primeiro-ministro finlandês, Alexander Stubb, mostrou apoio ao projeto de lei, promovendo-o como "um excelente exemplo do poder do cidadão". Após uma série de acompanhamentos legislativos, a lei que permite o casamento entre pessoas do mesmo sexo entrou em vigor em 1º de março de 2017, tornando a Finlândia a 12ª nação europeia a legalizar o casamento entre pessoas do mesmo sexo.

## Adoção e planejamento familiar
A adoção conjunta para casais do mesmo sexo é legal e uma lei que permite tais adoções entrou em vigor em 1º de março de 2017. A aprovação do Parlamento finlandês de uma lei de casamento entre pessoas do mesmo sexo no final de 2014 incluía disposições que permitiam a adoção por casais do mesmo sexo. A adoção de enteados é legal desde 2009. Casais femininos têm mais direitos parentais do que casais masculinos, uma vez que o acesso à fertilização in vitro (FIV) e à inseminação artificial foi permitido em 2006. A barriga de aluguel permanece ilegal tanto para casais do sexo oposto quanto para casais do mesmo sexo.
Em 2016, foi lançada uma iniciativa cidadã pedindo ao Parlamento que alterasse a lei para permitir que casais do mesmo sexo feminino tivessem reconhecimento automático de paternidade na lei. Anteriormente, esses casais precisavam realizar uma adoção intrafamiliar para serem reconhecidos como pais de crianças concebidas por meio de tratamento de fertilidade. Em fevereiro de 2018, o Parlamento aprovou uma lei por 122 votos a 42 que inclui casais de lésbicas em todos os direitos de salário- maternidade e direitos plenos de paternidade. Foi assinado pelo Presidente em 20 de abril de 2018 e entrou em vigor em 1º de abril de 2019.

## Proteções de discriminação
A discriminação com base na orientação sexual é criminalizada desde 1995 e na identidade ou expressão de gênero desde 2005. A Lei da Igualdade entre Mulheres e Homens proíbe a discriminação em razão do sexo e da identidade de gênero. Em 2014, o Parlamento finlandês alterou a lei, estabelecendo mais proteções no emprego, fornecimento de bens e serviços, educação e serviços de saúde.
A polícia finlandesa relatou 73 ataques violentos e agressões contra pessoas LGBT em 2018, um aumento de 27% em relação a 2017. Ataques relacionados à orientação sexual foram o único tipo de motivo de ódio a aumentar, com ataques relacionados à origem nacional, deficiência ou religião diminuindo. Em novembro de 2019, o Instituto de Saúde e Bem-Estar relatou que crianças e jovens LGBT enfrentam significativamente mais bullying, violência física, psicológica e sexual do que seus pares heterossexuais, e também são mais propensos a sofrer violência em casa.